# Tournoi de tennis de Lakeway
Le tournoi de tennis de Lakeway (Texas, États-Unis) est un tournoi de tennis masculin du circuit professionnel ATP.
La seule édition du tournoi date de 1974 et fut remportée par Cliff Richey.

## Palmarès

### Simple
| No | Date       | Nom et lieu du tournoi                  | Catégorie | Dotation | Surface    | Vainqueur    | Finaliste      | Score    |  |
| -- | ---------- | --------------------------------------- | --------- | -------- | ---------- | ------------ | -------------- | -------- |  |
| 1  | 18-01-1974 | WCT Lakeway CBS Tennis Classic, Lakeway |           | NC $     | Dur (ext.) | Cliff Richey | John Alexander | 7-6, 6-1 |  |